# Lozania klugii
Lozania klugii là một loài thực vật có hoa trong họ Lacistemataceae. Loài này được (Mansf.) Mansf. mô tả khoa học đầu tiên năm 1932.